# Chthonerpeton onorei
Chthonerpeton onorei är en groddjursart som beskrevs av Ronald Archie Nussbaum 1986. Chthonerpeton onorei ingår i släktet Chthonerpeton och familjen Caeciliidae. IUCN kategoriserar arten globalt som otillräckligt studerad. Inga underarter finns listade i Catalogue of Life.